# Třída Circé (1907)
Třída Circé byla třída ponorek francouzského námořnictva. Celkem byly postaveny dvě jednotky této třídy. Francouzské námořnictvo je provozovalo v letech 1909–1918. Jedna se roku 1914 potopila při kolizi a druhá byla potopena za první světové války.

## Stavba
Celkem byly postaveny dvě jednotky této třídy. Objednány byly 8. října 1904 v programu pro stejný rok. Navrhl je Maxime Laubeuf. Obě ponorky postavila loděnice Arsenal de Toulon. Stavba byla zahájena roku 1905. Do služby byly přijaty roku 1909.
Jednotky třídy Circé:
| Jméno          | Založení kýlu | Spuštěn        | Vstup do služby | Osud                                                                            |
| -------------- | ------------- | -------------- | --------------- | ------------------------------------------------------------------------------- |
| Circé (Q048)   | 1905          | 13. září 1907  | 1909            | Dne 20. září 1918 v Jaderském moři potopena rakousko-uherskou ponorkou SM U 47. |
| Calypso (Q091) | 1905          | 22. října 1907 | 1909            | Dne 7. července 1914 potopena při kolizi s ponorkou Circé.                      |

## Konstrukce

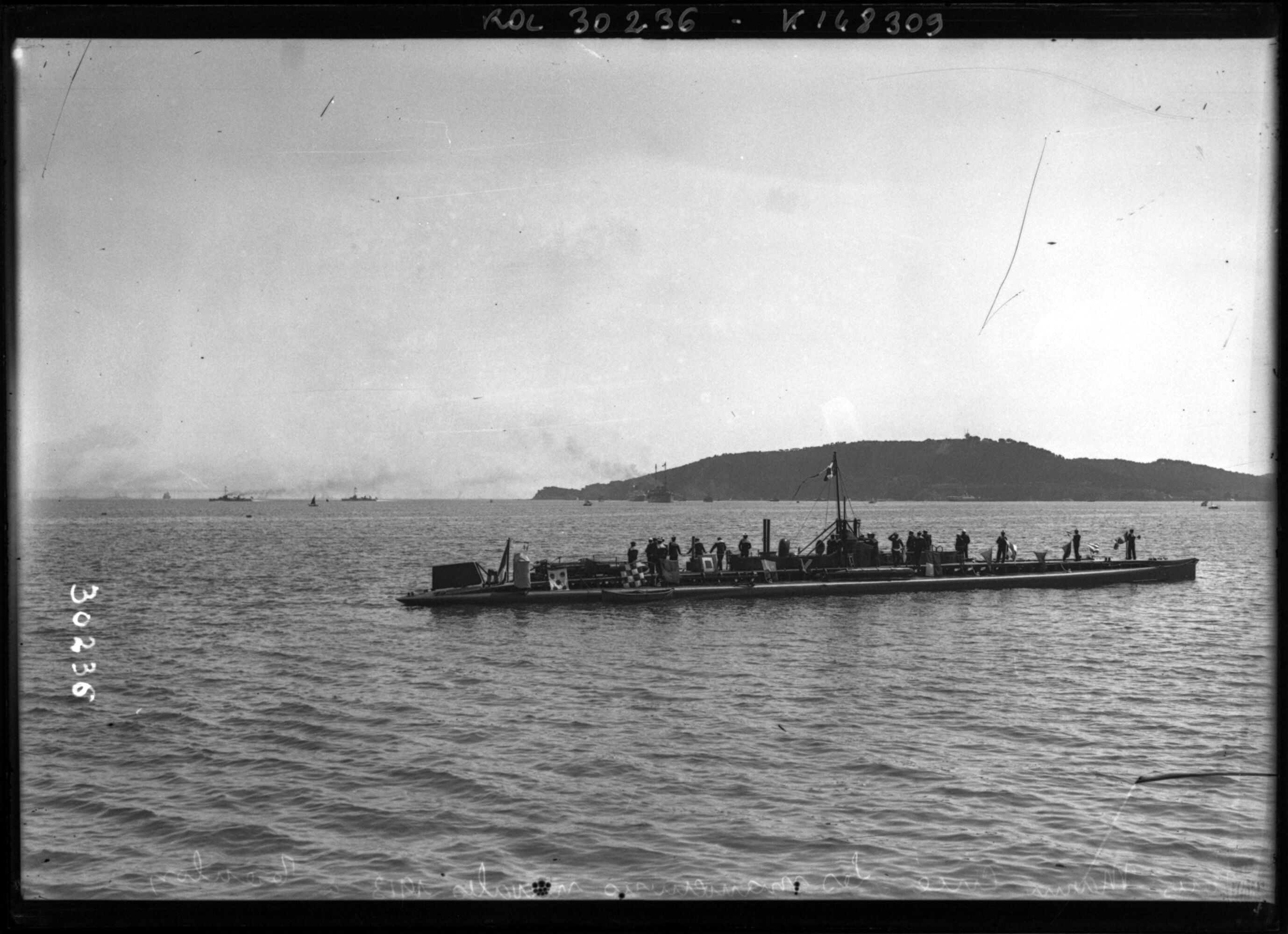
Circé (Q048)

Ponorky měly dvouplášťovou koncepci. Nesly jeden 47mm kanón a šest 450mm torpédometů. Pohonný systém tvořily dva diesely o výkonu 630 hp pro plavbu na hladině a dva elektromotory o výkonu 460 hp pro plavbu pod hladinou. Lodní šrouby byly dva. Nejvyšší rychlost dosahovala 11,9 uzlu na hladině a 7,7 uzlu pod hladinou. Dosah byl 2160 námořních mil při rychlosti osmi uzlů na hladině a 98 námořních mil při rychlosti 3,5 uzlu pod hladinou.